# 山本景
山本 景（やまもと けい、1980年〈昭和55年〉3月12日 - ）は、日本の政治家。大阪府交野市長（1期）。大阪府議会議員（1期）、交野市議会議員（2期）を務めた。

## 来歴
大阪府交野市天野が原町出身。大阪桐蔭高等学校、和歌山大学経済学部卒業。大学在学中にIT企業「有限会社トリプルエーコミュニケーションズ」を和歌山県にて設立後、ライブドアへ1億円で売却。大阪大学大学院経済学研究科修了後、信金中央金庫職員を経て野村證券社員になり、課長代理となる。

### 政界入り
2011年、大阪府議会議員選挙に大阪維新の会公認で立候補し、交野市選挙区(定数1)で初当選。2014年9月7日投開票される交野市長選で自ら出馬する予定だったがラインスキャンダルで断念した。具体的には同年、山本が2013年に交野市内の女子中学生にLINEで威圧的なメッセージを送っていたトラブル（後述）が報道された。これを受けて、大阪維新の会府議団から除団処分を宣告された際に処分が重いとして、不服を申し立てていた。しかし、自身の出馬断念の代わりに全面バックアップした黒田実市議が現職を127票差で破り、当選したことで同月16日に大阪維新の会を自ら離党。
2015年の大阪府議会議員選挙には無所属で立候補したが、落選。その後、同年9月の交野市議会議員選挙に立候補し、得票数1位で当選した。

### 2018年交野市長選
2018年7月30日、前述のように友好関係にあった黒田が学校統廃合を進めたようとしたことへ反発し、同年9月の交野市長選への立候補を表明。市政運営の転換を掲げたが、黒田に敗れ次点で落選。
※当日有権者数：64,019人 最終投票率：46.99%（前回比：+1.39pts）
| 候補者名 | 年齢 | 所属党派 | 新旧別 | 得票数   | 得票率 | 推薦・支持                                         |
| -------- | ---- | -------- | ------ | -------- | ------ | -------------------------------------------------- |
| 黒田実   | 49   | 無所属   | 現     | 16,009票 | 54.03% | （推薦）自由民主党・立憲民主党・国民民主党・公明党 |
| 山本景   | 38   | 無所属   | 新     | 9,602票  | 32.40% |                                                    |
| 坂野光雄 | 71   | 無所属   | 新     | 4,021票  | 13.57% | （推薦）日本共産党                                 |

2019年の市議選で4,543票を得票し、2回連続1位で再選。

### 2022年交野市長選
2022年7月15日、同年の市長選に立候補する意向を表明。9月4日の投開票の結果、山本が、自由民主党・立憲民主党・公明党・国民民主党が推薦する現職の黒田を921票差で破り、初当選した。
選挙では、コミュニティバス廃止や小中一貫校設置強行への反発や、日本共産党が現職を利することがないよう候補者を立てず、山本を自主支援したことが当選に繋がった。
※当日有権者数：64,247人 最終投票率：49.36%（前回比：+2.37pts）
| 候補者名   | 年齢 | 所属党派 | 新旧別 | 得票数   | 得票率 | 推薦・支持                                         |
| ---------- | ---- | -------- | ------ | -------- | ------ | -------------------------------------------------- |
| 山本景     | 42   | 無所属   | 新     | 15,816票 | 50.74% | 日本共産党(自主支援)                               |
| 黒田実     | 53   | 無所属   | 現     | 14,895票 | 47.79% | （推薦）自由民主党・立憲民主党・公明党・国民民主党 |
| 下高原正男 | 54   | 無所属   | 新     | 457票    | 1.47%  |                                                    |

同年9月5日、大阪府知事吉村洋文は山本の当選を受けて、「（府議時代の騒動後）山本さん自身は交野市議として地道に活動し、市民の信を得られたんだと思う。（中略）地ベタを這う活動をされた結果だと思う。市民に選ばれたわけですから、自身の公約を実現すべく頑張ってもらいたい」「（大阪維新としては）個々の政策において是々非々で対応していく。市長と維新の交野市議団が切磋琢磨していくだろう。離党処分にしたが、その後の活動で選ばれたわけですから、僕は全否定はしない」と発言している。吉村はまた、山本が維新への復帰を希望した場合の対応に関しては、「まずは約束（公約）を守ることが重要だと思います。その先のことはどうなるか分かりませんけど。人事のことは横山英幸幹事長に任せたい」と話すにとどめた。

## 市長就任
- 日本共産党の参加する「市民本位の民主的な交野市政をつくる会」の支援を受け、投票率49.36％のうち50.7％の得票で当選した[15]。
- 2022年の市長選では施設一体型小中一貫校の建設計画の見直しやコミュニティバスの導入を訴えたほか、市役所庁舎の移転計画については「移転せず耐震化する」と主張した[16][17]。
- 2022年10月、山本は市長室の木製両袖机と布張りチェア、木製サイドボード(収納家具)など4点を官公庁オークションで売却すると発表した[18]。机などは1971年度に購入したもので、半世紀前の備品売却を巡り、市議会やSNSでは「身を切りすぎ」「パフォーマンスだ」などの論議や批判を呼んだほか、市民から「市の財産として長年使ってきたものを売っても、財政健全化にはならない」といった意見も数件寄せられた[19][20]。机など4点は12月に枚方市の企業が50万円で落札した[20]。山本は代わりに私物の折り畳み机などを持ち込んで使用していたが、机と椅子について市内外から寄贈の申し出が4件あり、12月には「利害関係が生じない市外の議員経験者」から市長個人として寄贈を受けた[21]。2023年5月には2011年に購入した市長用公用車のトヨタ・プリウスについても稼働が月に10回ほどしかないとしてオークションで売却すると発表した[22]。
- 2023年4月25日、山本は前年の市長選で公約の柱に掲げた「施設一体型小中一貫校の建設計画の見直し」について、議会側の同意が得られなかったとして断念すると発表した。山本によれば、7月から建築工事が始まるのを前に全市議に意向を確認したところ、計画賛成が多数であり、「市長選で建設見直しの民意を得て、議会も考慮してくれると思っていた。深く反省している」と述べた[23]。
- 2025年3月23日（日）。京阪バスのバス路線廃止に伴い、交野市がコミュニティバス「おりひめバス」の運行開始。

## 不祥事・騒動

### 女子中学生にLINEで威圧的なメッセージを送るトラブル
2014年8月8日、山本がLINEで交野市内の女子中学生に威圧的なメッセージを送っていたことが報じられた。市によれば、山本は2013年10月に地元の祭りで知り合った中学生数人に名刺を配布。名刺に書かれていたLINEの連絡先にアクセスしてきた生徒らとLINEグループでやり取りしていたが、生徒らが山本に「死ね」、「キモい」、「殺す」とメッセージを送った上にLINEのグループから外すと、山本が生徒らに「絶対に許さない」「校長に電話する」などのメッセージを送った。このことは、同11月に生徒が担任教諭に相談して発覚し、12月には市教委や交野市長中田仁公が維新府議団を通じて抗議を行い、府議団幹事長今井豊が山本を口頭で厳重注意し、その場は解決した。
1年後の交野市長選直前になって、現職の中田が交野市教育委員会に命じて再度抗議したことがきっかけになり、2014年8月8日に報道されたため、山本は記者会見を行い、「メッセージは不適切。大変大人げなかった」と謝罪した上で中学生側から「死ね」「きもい」などの書き込みがあったことやグループから退会させられたことに反発してメッセージを送ったと説明した。山本は出馬予定だった交野市長選挙を断念し、親交市議に出馬を促し、その全面バックアップすることにした。
8月11日、維新府議団は山本を除団処分にすると決定したが、山本は「処分が重すぎる」として同14日に不服を申し立てた。しかし、9月7日に全面支援した市議が127票差で交野市長へ当選したため、同月16日に山本は「府議団に迷惑をかけられない」と述べ、維新府議団と党に離団・離党届を提出した。維新側は山本の全面バックアップした候補が予想を覆し、市長当選した後の提出のため、「除団処分は重いとダダをこねておきながら、神風が吹いた途端に『もう維新の力は必要ない』とばかりに離党届を出してきた。ナメ切っている」と反発した。
9月22日、維新は一連の行為に違法性が認められないとして、当初の除団処分を軽減して離団処分とした。山本は大阪維新の会府議会議員団を離団し、大阪維新の会を離党した。

### LINE報道を巡るBPO申し立て
上記のLINEを巡るトラブルの報道を巡っては、2014年8月11日に放送された情報番組『スッキリ!!』（日本テレビ）において、出演者のテリー伊藤が山本について「『キモい』『ウザい』と言っている中学生が一番正しい。こいつキモいもん」などと発言。山本は12日に日本テレビに抗議したが、日本テレビ側は謝罪しなかったため山本は放送倫理・番組向上機構（BPO）に人権侵害を申し立てた。
これに対し、山本の所属した維新の会の代表である大阪市長橋下徹は「中学生に『許さない』と言うことのほうが人権侵害だ」「極めて稚拙な対応。議員としてふさわしいのか大いに疑問だ」と述べ、山本の対応を批判した。
8月22日には、TBSラジオの『おぎやはぎのメガネびいき』にて、おぎやはぎが「思いついたことはキモイだね。完全に」などと発言。山本はこの発言についてもBPOに申し立てを行った。
2015年1月19日、山本はテリー伊藤が『スッキリ!!』の降板を発表したことを理由に、日本テレビへのBPO申し立てを取り下げたと報告した。4月14日、BPOは山本がTBSラジオに対し行った申し立てについて、「キモいは山本氏に中学生が使った言葉で、この放送キーワードの一つ。誹謗中傷にはあたらず、不快に思っても府議として受忍すべき」として退ける審議結果を発表した。

### SNS訴訟
2017年12月、山本はSNS上に「交野市役所　用途変更で建築確認なしの小規模保育施設を誤って認可」などと投稿したことで、山本と対立関係にある市内で保育施設を運営する自民党交野市支部役員が投稿で名誉を傷つけられたと主張し、山本に対して計650万円の賠償などを求めた。2021年3月17日に大阪地方裁判所は山本に88万円の賠償を命じた。だが、9月7日に大阪高等裁判所は審理に誤りがあったとして大阪地裁判決を取り消し、審理を地裁に差し戻した。
この件で2018年6月14日、山本は名誉毀損で交野警察署に告訴されたが、2019年2月28日に嫌疑不十分で不起訴処分となっている。
同年7月4日、刑事告訴状が受理されただけの段階で、交野市議会で辞職勧告決議が出され、賛成多数で可決された。なお、賛成した議員は、直後の交野市長選で、黒田実を応援した。